# Тритон сіроплямистий
Трито́н сіроплямистий (Triturus carnifex) — вид земноводних з родини саламандрових (Salamandridae). Один із 6 видів роду. Поширений в Італії та на Балканах. Евритопний вид.

## Опис
Великий тритон, завдовжки до 15—18 см. За розмірами і зовнішнім виглядом схожий з іншим представником роду — тритоном гребінчастим (Triturus cristatus). Розрізнити ці два види можна по ширшій основі хвоста, більших лапах і гладкій шкірі. Забарвлення тіла темно-коричневого кольору з чорними плямами. Черевце помаранчеве або жовто-помаранчеве з круглими темними плямами. У шлюбний період у самців на спині розвивається високий гребінь.

## Поширення
Вид поширений в Італії та західній частині Балкан
від півдня Австрії до півночі Греції. Існують інтродуковані популяції на заході Швейцарії (Женева), в Німеччині, Португалії (острів Сан-Мігель на Азорських островах), Нідерландах та Великій Британії

## Особливості біології
Місця проживання різноманітні — від букових лісів до районів із посушливим середземноморським кліматом. Цей вид можна зустріти також у трансформованих ландшафтах і водних спорудах, таких як кар'єри, штучні водойми, кам'янисті колодязі, резервуари та поїлки.
Розмноження тритонів і розвиток личинок відбуваються в різних стоячих постійних та тимчасових водоймах. Яйця відкладаються поштучно або у вигляді невеликих ланцюжків. Личинки лімнофільного типу. Повністю розвинена личинка має високі плавцеві складки, дуже довгі пальці й нитку на кінці хвоста, що допомагає триматися в пелагіалі водойми